# NGC 874
NGC 874 è una lontana e vasta galassia a spirale situata nella costellazione della Balena, a una distanza di circa 571 milioni di anni luce dalla nostra Via Lattea.

## Scoperta
La galassia è stata scoperta nel 1886 dall'astronomo statunitense Frank Muller.

## Descrizione
NGC 874 ha una classe di luminosità I-II.